# 小森愛
小森 愛（こもり あい、1969年7月22日 - ）は、日本のタレント、元AV女優。

## 来歴・人物
宇宙企画の美少女ソフト路線を代表した女優で、宇宙企画出身であることから一般にAV女優として認識する人が多かったが、デビュー当時はグラビア活動のみであった。きっかけは、スカウト。1989年、『愛が降ってきたよ』でAVデビュー。
1990年、引退作となった『廊下は静かに』では、クライマックスに学園内で『春夏秋冬』を歌いながら男たちを殺戮して返り血を浴びるシーンを演じた。この作品で初カラミ。しかし、AVとは呼べないほどソフトなモノだった。ちなみに本作は、宇宙企画の美少女路線を支えた、さいとうまこと監督の宇宙企画での最後の監督作品で、2006年に発売された『宇宙企画Classic 小森愛 COMPLETE BOX』に全て収録されている。アダルトメディア研究家・安田理央は本作をさいとうまこと監督の「AVへの決別状」であり「美少女AV路線終焉の象徴」と記述した。
引退後は、芝居の勉強をしたり、バンド活動を行い、1991年末から1992年にかけて、渋谷のライブハウス「TAKE OFF 7」にてバンドを従えたライブも何回か行っている。また、数は少ないが女優として舞台に立ったこともある（1992年、斉藤香名義で2本のアダルトビデオをバズーカレーベルからリリースしているが、公式記録には記載がない）。
1997年よりグラビアに本格復帰。さらにイメージビデオとヘアヌード写真集を発売。その後も、断続的に活動を継続するも、2000年頃から目立った活動は見られなくなる。一説によるとこれらの活動が不定期なのは、音楽活動で資金が必要になったときしか活動しないからではと言われている。2005年には、結婚し2児の母となっているとの記事が雑誌に掲載されたが、これは同姓同名の別人であった。
2011年12月2日から4日までの3日間、小森愛とギャラリー会場で直接会えて、話せて、握手ができて、ツーショット写真も撮り放題の「小森愛　写真展」（アリスJAPANプロデュース）を原宿のデザイン・フェスタ・ギャラリーで無料開催。全国各地からファンが集結、盛大なイベントになった。同月、アリスJAPAN専属女優としてAVに復帰。この復帰作で本番を解禁。本作の監督を務めたのは宇宙企画当時の作品の監督であるさいとうまこと、撮影も宇宙企画当時のビデオカメラマンの「矢部カメラマン」である。
2013年4月よりマドンナ専属となる。
2014年2月26日の公式ブログでAV引退を示唆する内容を掲載。AV引退後は女優・タレントとして活動を続けるとしている。
なお、2012年現在も結婚はしていないという。
2020年、『デラべっぴん』掲載写真をデジタル写真集『風写真帳　小森愛』として小学館から復刻発売。

## 作品

### アダルトビデオ
1989年
- 愛が降ってきたよ（1月28日、宇宙企画）
- Hallelujah ［はれるや］（12月24日、宇宙企画）

1990年
- バナナ VOL.2 ナース井手・小森愛・五島めぐ ほか 全7名（7月14日、英知出版/宇宙企画）
- 廊下は静かに（10月7日、宇宙企画）

1991年
- ひみつの花園（7月15日、メディアックス）共演:相沢優花、牧本千幸、川島美優

2002年
- 美少女伝説（1月12日、宇宙企画）※『愛が降ってきたよ』『Hallelujah ［はれるや］』『Album』を収録

2003年
- 宇宙企画Classic 小森愛（12月9日、宇宙企画）※『愛が降ってきたよ』『Hallelujah ［ハレルヤ］』『廊下は静かに』を収録

2006年
- 宇宙企画Classic 小森愛 COMPLETE BOX（3月10日、宇宙企画）※『愛が降ってきたよ』『Hallelujah ［ハレルヤ］』『廊下は静かに』の他、オムニバスの抜粋を収録

2011年
- 復活（アリスJAPAN、12月9日）

2012年
- 抗いきれない人妻の性（アリスJAPAN、1月13日）
- 美人女教師 犯される聖職（アリスJAPAN、2月24日）
- 出会って4秒で合体（アリスJAPAN、3月23日）
- 母が裸族でガマンできない（アリスJAPAN、4月27日）
- 熟女のベロちゅう交尾（アリスJAPAN、5月25日）
- 夫の瞳に映るのは犯されてる私（アリスJAPAN、6月22日）
- ザーメン搾取業の女（アリスJAPAN、7月27日）
- 不倫温泉旅行（アリスJAPAN、8月24日）
- 小森愛の結婚相談所（アリスJAPAN、9月28日）
- 小森愛が好きすぎて女性がみんな愛ちゃんに見えてしまう僕（アリスJAPAN、10月26日）
- 節電妻の汗かきセックス（アリスJAPAN、11月23日）
- 小森愛の卑猥語交尾（アリスJAPAN、12月28日）

2013年
- キミの家に、小森愛を派遣します。（アリスJAPAN、1月25日）
- 美魔女の母性「愛」（アリスJAPAN、2月22日）
- 美義母 愛（4月7日、マドンナ）
- あなたへ 今晩、さゆりの家に泊まります。（5月7日、マドンナ）
- 万引き未亡人凌辱（6月7日、マドンナ）
- 小森愛アリスJAPAN復活からのセックスすべて見せます（6月14日、アリスJAPAN）※総集編
- 嫁の母（7月7日、マドンナ）
- これから私、犯されます 愛する夫のために…（8月7日、マドンナ）
- 美熟女ソープ 壺姫御殿（9月7日、マドンナ）
- 美熟女教師だらけの童貞男子校（10月7日、マドンナ）共演:牧原れい子、秋野千尋、青山葵
- 息子だけを愛し続けて…（11月7日、マドンナ）
- Madonna10周年記念作品 マドンナ熟女祭 〜10年に1度の大祭を仕切るのは誰!?愛液乱れ飛ぶ婦人会対抗の乱〜（12月25日、マドンナ）共演:白木優子、愛田奈々、三浦恵理子、結城みさ、翔田千里、村上涼子、北条麻妃、風間ゆみ、牧原れい子、友田真希

2014年
- 人妻ハイレグ羞恥（1月25日、マドンナ）
- 叔母の誘惑 〜僕を優しく翻弄する艶やかな肉体〜（2月25日、マドンナ）
- 女性専用車両 人妻レズ痴漢 小森愛レズ解禁!!（3月25日、マドンナ）共演:北条麻妃、村上涼子
- 母子交尾 【会津荒海路】（5月8日、ルビー）
- ツン顔でイキガマンするオンナ教師（5月9日、ワープエンタテインメント）
- 匂い立つ熟女のムレたノーパンパンスト（5月23日、煌（KIRAMEKI））
- ナニされても絶対、寝てなきゃダメ!!（6月6日、ワープエンタテインメント）他出演:原千草、星川麻紀、西條るり、桜井あゆ、板垣あずさ、椎名ゆな、桜木郁、成宮ルリ、芦田知子
- 丸ごと! 小森愛SPECIAL16時間 〜美熟女伝説12タイトル全25本番BEST〜（6月25日、マドンナ）※総集編
- 俺の叔母さん 甥っ子たちを誘惑! カワイすぎるアイドル叔母さん（7月10日、ルビー）

### イメージビデオ
- 美魔女伝説（2014年7月25日、QH映像）

## 出演

### Vシネマ
- 永井豪のホラー劇場 マネキン（1992年4月24日、タキコーポレーション）監督:伊藤秀裕 主演:秋乃桜子 [8]
- 体育の時間 ブルマから汗が…（1998年8月7日、カレスコミュニケーションズ）監督:石岡正人 共演:佐々木彩、倉本梨里、白石ことこ [9]
- 秘湯心霊の旅 美熟女篇（2014年5月9日、ジェイ・ブイ・ディー）監督:森島大輔 [10]
- 生保レディー愛 危険な訪問者（2014年6月4日、楽創舎）監督:森島大輔 共演:山口真里 [11]
- 温泉で欲情する母と息子（2014年、エー・ビー・エンターテイメント）監督:伊勢風太 [12]
- 真夏の果実 はじめての秘密（2016年7月20日、レジェンド・ピクチャーズ）監督：佐藤吏 [13]

### TVドラマ
- パパ!かっこつかないゼ（1990年7月5日 - 9月20日、フジテレビ）
- ヴァンサンカン・結婚（1991年7月4日 - 9月19日、フジテレビ）
- 世にも奇妙な物語（第2シリーズ）『残像』（1991年7月25日、フジテレビ）

### ゲーム
- 小森愛のドキドキラリー（宇宙企画・英知出版 1988年10月）- PC-8801mkIISR以降 5インチソフト

## 出版

### 写真集
- 36人のガールフレンド 小森愛・かとうみゆき・麻生澪・中沢慶子 ほか 全36名（1988年1月20日、英知出版）
- 美少女記念日（1988年5月5日、英知出版）撮影:佐藤只一
- 美少女伝説（1989年3月31日、英知出版）撮影:前場輝夫
- Ai the third（1990年1月20日、英知出版）撮影:小沢忠恭 ISBN 9784754213138
- MATAMORPHOSIS（1991年2月3日、英知出版）撮影:西田幸樹 ISBN 9784754213169
- BELLE写真館 フォトの夜明けを飾った美少女たちがこの一冊に満載！ あいだもも・桜樹ルイ・小森愛・河合美果 他（1992年1月1日、英知出版）撮影：西田幸樹 ISBN 9784754213220
- My Dear（1997年12月10日、英知出版）撮影:井ノ元浩二 ISBN 9784754211691
- Love All（1999年4月26日、英知出版）ISBN 978-4754252267
- 少女愛Classic（2013年4月20日、竹書房）撮影:小沢忠恭 ISBN 9784812494615
- 艶ジェル（2013年10月24日、竹書房）撮影:旭日 ISBN 9784812497326

### 雑誌
- デラべっぴん 1990年7月号（英知出版）
- SUPER Beppin 1990年12月号（英知出版）
- さくらんぼ通信 1991年3月号（大洋図書）
- 実話大報（2013年3月30日、ジーオーティー） - 5月号表紙

## CD
- Beppin -グラビアのアイドルたち-Vol.1（1992年1月21日、PLATZ）PLCP-301

1. あいつと私(牧本千幸)
2. モノローグ～カクテルをもう一度(牧本千幸)
3. 会えない時も(森下あみい)
4. モノローグ～二人の朝にくちづけを(森下あみい)
5. 木枯しトキメキSEXY RAP(川島美優)
6. モノローグ～浮気はダ・メ・ヨ(川島美優)
7. 吐息のジュエル(小森愛)
8. モノローグ～ジェットコースター・ショック(小森愛)
9. フィナーレ～プリティー・エッセンス(牧本千幸，森下あみい，河島美優，小森愛)